# Jožef Pogačnik (Politiker)
Jožef Ritter von Pogačnik (* 19. Oktober 1866 in Podnart, heute Gemeinde Radovljica, Krain; † 18. August 1932 ebenda) war ein slowenischer Landwirt und Politiker. Er war von 1897 bis 1918 Abgeordneter zum Österreichischen Abgeordnetenhaus, von 1901 bis 1918 Abgeordneter zum Krainer Landtag und von 1918 bis 1919 Präsident der Nationalregierung für Slowenien.

## Ausbildung und Beruf
Pogačnik besuchte zwischen 1876 und 1884 das Gymnasium in Ljubljana und Pazin und studierte im Anschluss von 1885 bis 1887 Rechtswissenschaft an der Universität Graz, ohne jedoch das Studium abzuschließen. Er übernahm 1887 die Landwirtschaft seines 1869 Vaters und wurde wie sein Vater auch Postmeister in Podnart. Er war zudem Reserveoffizier und diente im Ersten Weltkrieg als Oberst und kommandierte die krainischen Schützen in Ljubljana. Nach 1920 war er im Verwaltungsrat mehrerer slowenischer Unternehmen tätig. So war er 1922 Präsident der Trifailer Kohlenbergwerks AG und 1926 Präsident der Brauerei AG Union Ljubljana.

## Politik und Funktionen
Pogačnik wurde erstmals 1897 in das Abgeordnetenhaus gewählt, wobei er zunächst ein Mandat im Wahlbezirk der Krainer Landgemeinden Nr. 3 (Krainburg etc.) erringen konnte. Er gehörte in der Folge vom 27. März 1897 bis zum 12. November 1918 dem Abgeordnetenhaus an, wobei er 1907 auf ein Mandat im Wahlbezirk Krain 3 (Radmannsdorf) wechselte. Er war ab 1908 mehrfach Vizepräsident im Abgeordnetenhaus und gehörte verschiedenen slowenisch bzw. slawischen Klubs an. 1909 trat er der Allslowenischen Volkspartei bei. Neben seiner Tätigkeit im Abgeordnetenhaus war Pogačnik auch als Gemeinderat aktiv.
Pogačnik war im August 1918 Vizepräsident des Narodni svet (Slowenischer Nationalrat) und vom 31. Oktober 1918 bis zum Mai 1919 Präsident der Narodna vlada za slovenijo (Nationalregierung für Slowenien).

## Privates
Pogačnik wurde als Sohn des Landwirts und Postmeisters Joze Pogačnik geboren. Er heiratete 1888 Gabrijela Jeglič und wurde Vater von drei Söhnen.